# Washington Open ATP 2011 - Qualificazioni singolare
Le qualificazioni del singolare al Washington Open ATP 2011 sono state un torneo di tennis preliminare per accedere alla fase finale della manifestazione. I vincitori dell'ultimo turno sono entrati di diritto nel tabellone principale. In caso di ritiro di uno o più giocatori aventi diritto a questi sono subentrati i lucky loser, ossia i giocatori che hanno perso nell'ultimo turno ma che avevano una classifica più alta rispetto agli altri partecipanti che avevano comunque perso nel turno finale.

## Giocatori

### Teste di serie
1. Matthew Ebden (qualificato)
2. Marinko Matosevic (qualificato)
3. Wayne Odesnik (ultimo turno)
4. Víctor Estrella Burgos (primo turno)
5. Tim Smyczek (qualificato)
6. Chris Guccione (qualificato)

1. Rajeev Ram (qualificato)
2. Amer Delić (ultimo turno)
3. Alex Kuznetsov (ultimo turno)
4. Jesse Witten (ultimo turno)
5. Artem Sitak (qualificato)
6. Phillip Simmonds (ultimo turno)

### Qualificati
1. Matthew Ebden
2. Marinko Matosevic
3. Rajeev Ram

1. Artem Sitak
2. Tim Smyczek
3. Chris Guccione

## Tabellone qualificazioni

### Sezione 1
|  | Primo turno | Primo turno      | Primo turno | Primo turno | Primo turno |  |  | Ultimo turno | Ultimo turno     | Ultimo turno     | Ultimo turno | Ultimo turno |  |
|  |             |                  |             |             |             |  |  |              |                  |                  |              |              |  |
|  | 1           | Matthew Ebden    | 6           | 3           | 6           |  |  |              |                  |                  |              |              |  |
|  |             | Mitchell Frank   | 3           | 6           | 3           |  |  | 1            | Matthew Ebden    | Matthew Ebden    | 7            | 6            |  |
|  |             | Olivier Sajous   | 7           | 4           | 4           |  |  | 12           | Phillip Simmonds | Phillip Simmonds | 64           | 3            |  |
|  | 12          | Phillip Simmonds | 65          | 6           | 6           |  |  |              |                  |                  |              |              |  |

### Sezione 2
|  | Primo turno | Primo turno       | Primo turno       | Primo turno | Primo turno |  |  | Ultimo turno | Ultimo turno      | Ultimo turno      | Ultimo turno | Ultimo turno |  |
|  |             |                   |                   |             |             |  |  |              |                   |                   |              |              |  |
|  | 2           | Marinko Matosevic | Marinko Matosevic | 6           | 6           |  |  |              |                   |                   |              |              |  |
|  |             | Michael Shabaz    | Michael Shabaz    | 3           | 1           |  |  | 2            | Marinko Matosevic | Marinko Matosevic | 7            | 6            |  |
|  | WC          | Henry Steer       | Henry Steer       | 1           | 1           |  |  | 8            | Amer Delić        | Amer Delić        | 65           | 4            |  |
|  | 8           | Amer Delić        | Amer Delić        | 6           | 6           |  |  |              |                   |                   |              |              |  |

### Sezione 3
|  | Primo turno | Primo turno       | Primo turno       | Primo turno | Primo turno |  |  | Ultimo turno | Ultimo turno  | Ultimo turno  | Ultimo turno | Ultimo turno |  |
|  |             |                   |                   |             |             |  |  |              |               |               |              |              |  |
|  | 3           | Wayne Odesnik     | Wayne Odesnik     | 6           | 6           |  |  |              |               |               |              |              |  |
|  |             | Jesse Levine      | Jesse Levine      | 3           | 4           |  |  | 3            | Wayne Odesnik | Wayne Odesnik | 4            | 4            |  |
|  |             | Alexander Domijan | Alexander Domijan | 4           | 2           |  |  | 7            | Rajeev Ram    | Rajeev Ram    | 6            | 6            |  |
|  | 7           | Rajeev Ram        | Rajeev Ram        | 6           | 6           |  |  |              |               |               |              |              |  |

### Sezione 4
|  | Primo turno | Primo turno            | Primo turno  | Primo turno | Primo turno |  |  | Ultimo turno | Ultimo turno  | Ultimo turno  | Ultimo turno | Ultimo turno |  |
|  |             |                        |              |             |             |  |  |              |               |               |              |              |  |
|  | 4           | Víctor Estrella Burgos | 6            | 3           | 1           |  |  |              |               |               |              |              |  |
|  | WC          | Nicolás Massú          | 2            | 6           | 6           |  |  | WC           | Nicolás Massú | Nicolás Massú | 64           | 2            |  |
|  | WC          | Andrew Adams           | Andrew Adams | 4           | 4           |  |  | 11           | Artem Sitak   | Artem Sitak   | 7            | 6            |  |
|  | 11          | Artem Sitak            | Artem Sitak  | 6           | 6           |  |  |              |               |               |              |              |  |

### Sezione 5
|  | Primo turno | Primo turno     | Primo turno   | Primo turno | Primo turno |  |  | Ultimo turno | Ultimo turno   | Ultimo turno   | Ultimo turno | Ultimo turno |  |
|  |             |                 |               |             |             |  |  |              |                |                |              |              |  |
|  | 5           | Tim Smyczek     | Tim Smyczek   | 7           | 6           |  |  |              |                |                |              |              |  |
|  |             | Oliver Marach   | Oliver Marach | 5           | 3           |  |  | 5            | Tim Smyczek    | Tim Smyczek    | 6            | 6            |  |
|  | WC          | Jarmere Jenkins | 4             | 6           | 3           |  |  | 9            | Alex Kuznetsov | Alex Kuznetsov | 3            | 3            |  |
|  | 9           | Alex Kuznetsov  | 6             | 4           | 6           |  |  |              |                |                |              |              |  |

### Sezione 6
|  | Primo turno | Primo turno    | Primo turno    | Primo turno | Primo turno |  |  | Ultimo turno | Ultimo turno   | Ultimo turno | Ultimo turno | Ultimo turno |  |
|  |             |                |                |             |             |  |  |              |                |              |              |              |  |
|  | 6           | Chris Guccione | Chris Guccione | 6           | 6           |  |  |              |                |              |              |              |  |
|  |             | Daniel Yoo     | Daniel Yoo     | 0           | 2           |  |  | 6            | Chris Guccione | 4            | 6            | 6            |  |
|  |             | Rohan Bopanna  | Rohan Bopanna  | 62          | 0           |  |  | 10           | Jesse Witten   | 6            | 4            | 1            |  |
|  | 10          | Jesse Witten   | Jesse Witten   | 7           | 6           |  |  |              |                |              |              |              |  |